# Lust from Beyond
Lust from Beyond é um jogo de terror de 2021 desenvolvido pela Movie Games Lunarium e publicado pela Movie Games. É a sequência de Lust for Darkness e, como o jogo anterior, apresenta uma história de terror erótico influenciada por H. P. Lovecraft, H. R. Giger e Zdzisław Beksiński.

## Trama
Victor Holloway é um antiquário que tem alucinações perturbadoras de um reino de outro mundo. Ele procura a ajuda de um especialista em Bleakmoor depois de agredir sua namorada, Lily, após um episódio enquanto faziam sexo. Quando Lily é sequestrada pela Scarlet Lodge, um culto sexual em Bleakmoor, Victor descobre que suas visões lhe permitem entrar na dimensão de pesadelo Lusst'ghaa. Jonathan e Amanda Moon, de Lust for Darkness, que se juntaram ao Cult of Ecstasy, salvam Victor da Scarlet Lodge. Enquanto Victor tenta resgatar Lily, os dois cultos lutam para controlá-lo.

## Jogabilidade
Os jogadores controlam Victor enquanto ele investiga os dois cultos e aprende mais sobre seu poder de entrar em Lusst'ghaa. Lust from Beyond é um jogo de terror de primeira pessoa e tem elementos de jogos furtivos. Mais adiante no jogo, os jogadores devem entrar em combate usando facas e pistolas. Em alguns pontos, os jogadores não podem entrar em combate e devem fugir para um local seguro, evitando danos. A saúde é medida em termos de trauma físico e mental, ambos os quais podem ser restaurados por power-ups. Os jogadores também podem coletar itens, que podem ser usados em quebra-cabeças, mas alguns deles não são acessíveis até que o evento apropriado seja acionado na história. Em Lusst'ghaa, os jogadores podem usar poderes psíquicos para resolver quebra-cabeças. Isso causa um evento rápido para ver se eles drenam um medidor especial usado somente em Lusst'ghaa. Outros eventos rápidos são encontrados durante o sexo. Victor pode fazer sexo consensual com homens, mulheres e criaturas desumanas, além de ser estuprado em outros momentos da história. Se Victor morrer, os jogadores retornarão ao último posto de controle que visitaram.

## Desenvolvimento
A Movie Games Lunarium queria usar as lições aprendidas após o lançamento de seu primeiro jogo, Lust for Darkness, em seu próximo jogo. Um aspecto da recepção de Lust for Darkness que os surpreendeu foi a reação negativa à sua extensão. Eles argumentaram que os jogadores apreciariam a falta de preenchimento, mas receberam reclamações sobre a falta de conteúdo. Em Lust from Beyond, eles incluíram uma história mais longa. Eles estão sediados na Polônia e atribuíram uma tendência de jogos polacos transgressivos a uma reação contra movimentos religiosos conservadores. As influências incluem H. P. Lovecraft, H. R. Giger e Zdzisław Beksiński. Lust from Beyond foi financiado coletivamente via Kickstarter em 2019, e a Movie Games o lançou em 11 de março de 2021. Uma versão classificada como "M" pela ESRB foi anunciada em junho de 2021, permitindo lançamentos para consoles.

## Recepção
Lust from Beyond recebeu críticas mistas no Metacritic. Adventure Gamers disse que "conta uma história bem pensada, embora assumidamente perturbadora". Eles disseram que seus quebra-cabeças não eram difíceis, criticaram os elementos de ação e furtividade e disseram que houve problemas técnicos. No entanto, eles disseram que a construção do mundo e as imagens grotescas provavelmente atrairão os fãs do terror erótico. A Dread XP gostou de explorar o mundo influenciado por Giger, mas eles disseram que as ideias interessantes do jogo acabam mal implementadas.